# Campionati mondiali di biathlon 2012 - Staffetta 2x6 km + 2x7,5 km mista
La staffetta 2x6 km + 2x7,5 km dei Campionati mondiali di biathlon 2012 si è svolta il 1º marzo 2012; la gara è partita alle 15:30 (UTC+1). La Norvegia ha conservato il titolo vinto l'anno precedente a Chanti-Mansijsk.

Anche se la Norvegia ha tagliato il traguardo 8,2 secondi dopo la Slovenia, la giuria ha assegnato un bonus agli scandinavi perché, a causa del malfunzionamento di un bersaglio, il terzo frazionista Ole Einar Bjørndalen aveva compiuto un giro di penalità non necessario.

## Risultati
| Pos.    | #  | Nazione                                                                              | Tempo                                     | Errori (P+S)                            | Distacco |
| ------- | -- | ------------------------------------------------------------------------------------ | ----------------------------------------- | --------------------------------------- | -------- |
| Oro     | 20 | Norvegia Tora Berger Synnøve Solemdal Ole Einar Bjørndalen Emil Hegle Svendsen       | 1h12'29"3 16'29"1 17'42"8 19'38"5 18'38"9 | 0+3 0+7 0+0 0+0 0+1 0+3 0+2 0+2 0+0 0+2 |          |
| Argento | 19 | Slovenia Andreja Mali Teja Gregorin Klemen Bauer Jakov Fak                           | 1h12'49"5 18'04"2 16'58"1 19'04"4 18'42"8 | 0+5 0+2 0+1 0+0 0+3 0+2 0+0 0+0         | +20"2    |
| Bronzo  | 4  | Germania Andrea Henkel Magdalena Neuner Andreas Birnbacher Arnd Peiffer              | 1h13'02"1 17'43"8 16'46"6 18'37"6 19'54"1 | 0+4 1+6 0+2 0+1 0+1 0+2 0+0 0+0 0+1 1+3 | +32"8    |
| 4       | 7  | Svezia Anna Maria Nilsson Helena Ekholm Björn Ferry Fredrik Lindström                | 1h13'29"3 18'26"3 16'36"7 19'20"1 19'06"2 | 0+4 0+5 0+1 0+2 0+0 0+0 0+2 0+1 0+1 0+2 | +1'00"0  |
| 5       | 2  | Russia Ol'ga Viluchina Ol'ga Zajceva Dmitrij Malyško Anton Šipulin                   | 1h13'57"0 17'51"2 17'11"2 19'16"5 19'38"1 | 0+2 0+3 0+0 0+0 0+0 0+2 0+1 0+1 0+1 0+0 | +1'27"7  |
| 6       | 10 | Bielorussia Nadzeja Skardzina Dar″ja Domračava Sjarhej Novikaŭ Jaŭhen Abramenka      | 1h14'22"2 18'04"6 17'03"5 19'15"3 19'58"8 | 0+3 0+4 0+0 0+1 0+2 0+2 0+0 0+0 0+1 0+1 | +1'52"9  |
| 7       | 6  | Slovacchia Jana Gereková Anastasija Kuz'mina Matej Kazár Dušan Šimočko               | 1h14'25"6 17'32"7 17'24"0 19'47"5 19'41"4 | 0+6 0+4 0+0 0+2 0+2 0+1 0+3 0+1 0+1 0+0 | +1'56"3  |
| 8       | 5  | Rep. Ceca Veronika Vítková Barbora Tomešová Ondřej Moravec Michal Šlesingr           | 1h14'25"7 17'38"7 17'47"4 19'44"9 19'14"7 | 0+8 0+6 0+2 0+1 0+2 0+0 0+3 0+3 0+1 0+2 | +1'56"4  |
| 9       | 8  | Italia Michela Ponza Katja Haller Markus Windisch Lukas Hofer                        | 1h14'26"4 17'58"0 17'54"5 19'45"4 18'48"5 | 0+6 0+2 0+1 0+0 0+3 0+2 0+1 0+0         | +1'57"1  |
| 10      | 22 | Svizzera Elisa Gasparin Selina Gasparin Benjamin Weger Simon Hallenbarter            | 1h14'54"9 18'15"9 17'39"3 19'42"6 19'17"1 | 0+6 0+5 0+1 0+1 0+1 0+2 0+2 0+2 0+2 0+0 | +2'25"6  |
| 11      | 1  | Francia Marie-Laure Brunet Marie Dorin Simon Fourcade Martin Fourcade                | 1h15'06"9 17'22"2 17'01"0 21'15"9 19'27"8 | 0+5 1+7 0+0 0+1 0+0 0+0 0+3 1+3 0+2 0+3 | +2'37"6  |
| 12      | 9  | Stati Uniti Sara Studebaker Susan Dunklee Tim Burke Lowell Bailey                    | 1h15'08"7 19'00"2 17'30"4 19'25"6 19'12"5 | 0+2 1+7 0+0 1+3 0+1 0+2 0+0 0+0         | +2'39"4  |
| 13      | 13 | Polonia Krystyna Pałka Weronika Nowakowska Tomasz Sikora Krzysztof Pływaczyk         | 1h15'19"6 18'04"2 17'46"2 19'35"4 19'53"8 | 0+0 0+6 0+0 0+3 0+0 0+2 0+0 0+0 0+0 0+1 | +2'50"3  |
| 14      | 3  | Ucraina Natalija Burdyha Vita Semerenko Andrij Deryzemlja Serhij Semenov             | 1h15'45"8 18'04"1 18'22"1 19'34"5 19'45"1 | 1+8 0+4 0+1 0+1 1+3 0+0 0+2 0+1 0+2 0+2 | +3'16"5  |
| 15      | 14 | Estonia Kadri Lehtla Eveli Saue Indrek Tobreluts Roland Lessing                      | 1h16'10"6 18'04"5 18'26"8 20'16"7 19'22"6 | 0+2 2+7 0+1 0+2 0+0 2+3 0+0 0+0         | +3'41"3  |
| 16      | 11 | Finlandia Kaisa Mäkäräinen Mari Laukkanen Ahti Toivanen Jarkko Kauppinen             | 1h16'31"8 17'38"5 18'50"1 19'25"8 20'37"4 | 1+5 1+8 0+2 0+2 1+3 0+2 0+0 0+1 0+0 1+3 | +4'02"5  |
| 17      | 15 | Giappone Fuyuko Tachizaki Itsuka Owada Kazuya Inomata Junji Nagai                    | 1h16'52"4 18'22"5 18'21"8 20'11"7 19'56"4 | 0+7 0+3 0+1 0+3 0+3 0+0 0+2 0+0 0+1 0+0 | +4'23"1  |
| 18      | 18 | Canada Megan Imrie Zina Kocher Jean-Philippe Le Guellec Nathan Smith                 | 1h17'35"8 18'57"4 19'35"3 19'20"0 19'43"1 | 0+4 3+8 0+2 0+2 0+0 3+3 0+0 0+1 0+2 0+2 | +5'06"5  |
| 19      | 24 | Romania Éva Tófalvi Luminița Pișcoran Stefan Gavrila Laurențiu Vamanu                | 1h18'32"4 17'45"0 18'00"7 21'09"7 21'37"0 | 0+3 1+8 0+0 0+1 0+0 0+2 0+2 1+3 0+1 0+2 | +6'03"1  |
| 20      | 23 | Kazakistan Dar'ja Usanova Elena Chrustalëva Jan Savickij Aleksandr Červjakov         | 1h18'36"1 19'15"0 18'25"6 19'51"1 21'04"4 | 0+8 0+6 0+3 0+1 0+0 0+0 0+2 0+2 0+3 0+3 | +6'06"8  |
| 21      | 21 | Austria Iris Waldhuber Ramona Düringer Friedrich Pinter Christoph Sumann             | 1h23'38"1 24'47"6 19'14"9 20'15"9 19'19"7 | 1+5 0+4 0+0 0+1 0+2 0+1 0+3 0+2 1+0 0+0 | +11'08"8 |
| (22)    | 12 | Bulgaria Emilija Jordanova Nina Klenovska Krasimir Anev Michail Klečerov             | a 1 giro 20'09"1 18'47"8 20'33"6          | 1+5 1+8 1+3 0+3 0+2 0+0 0+0 1+3 0+0 0+2 |          |
| (23)    | 26 | Lettonia Žanna Juškāne Baiba Bendika Artūrs Koļesņikovs Rolands Pužulis              | a 1 giro 19'37"7 19'48"8 20'45"5          | 0+3 0+5 0+1 0+3 0+1 0+0 0+1 0+2 0+0 0+0 |          |
| (24)    | 25 | Regno Unito Amanda Lightfoot Adele Walker Lee-Steve Jackson Pete Beyer               | a 1 giro 18'43"8 20'30"2 20'47"8          | 0+8 2+11 0+1 0+2 0+3 2+3 0+2 0+3        |          |
| (25)    | 16 | Lituania Natalija Kočergina Aliona Sabaliauskienė Tomas Kaukėnas Karolis Zlatkauskas | a 1 giro 20'22"8 21'06"5 19'57"7          | 1+7 0+6 1+3 0+3 0+2 0+0 0+1 0+1 0+1 0+2 |          |
| (26)    | 17 | Cina Tang Jialin Song Chaoqing Ren Long Chen Haibin                                  | a 1 giro 19'58"9 20'30"2 22'18"9          | 4+8 1+4 0+1 1+3 2+3 0+0 0+1 0+1         |          |
| –       | 27 | Corea del Sud Kim Seon-Su Mun Ji-Hee Jun Je-Uk Lee In-Bok                            | ritirata 19'51"5                          | 0+3 0+1                                 |          |